# Morti nel 1980/Aprile
| Questa pagina contiene informazioni ricavate automaticamente dalle voci biografiche con l'ausilio del template Bio e di un bot. L'aggiornamento è periodico e automatico e ricostruisce completamente la pagina. Se manca una persona in questa lista, sei pregato di non aggiungerla, ma accertati piuttosto che la sua voce biografica contenga il template Bio e che i dati anagrafici siano correttamente compilati. Se il template Bio manca, inseriscilo tu stesso o, in alternativa, metti l'avviso {{tmp\|Bio}} che ne segnala la mancanza. Se i dati riportati sono sbagliati, correggi direttamente la voce biografica; le modifiche saranno visibili in questa lista entro pochi giorni. Per chiarimenti vedi il progetto biografie. La lista contiene solo le 89 persone che sono citate nell'enciclopedia e per le quali è stato implementato correttamente il template Bio. Pagina aggiornata al 3 mar 2024. |

- 1º aprile - Concetto Gallo, politico italiano (n. 1913)
- 1º aprile - Avrelij Lukežič, pittore e decoratore italiano (n. 1912)
- 1º aprile - Oscar Murua, pittore guatemalteco (n. 1898)
- 1º aprile - Filippo Prato, allenatore di calcio e calciatore italiano (n. 1910)
- 2 aprile - Edmund Burns, attore statunitense (n. 1892)
- 2 aprile - Pascual De Rogatis, musicista e compositore italiano (n. 1880)
- 3 aprile - Robert Lemaignen, politico francese (n. 1893)
- 3 aprile - Sven Ivar Lind, architetto svedese (n. 1902)
- 4 aprile - Aleksander Ford, regista e sceneggiatore polacco (n. 1908)
- 4 aprile - Richard Brooke Roberts, biologo statunitense (n. 1910)
- 4 aprile - Władysław Tatarkiewicz, filosofo, storico della filosofia e storico dell'arte polacco (n. 1886)
- 4 aprile - Cesare Tumedei, politico e avvocato italiano (n. 1894)
- 5 aprile - Max Brand, compositore austriaco (n. 1896)
- 5 aprile - Franco Levi, giurista italiano (n. 1937)
- 5 aprile - Georges Piot, canottiere francese (n. 1896)
- 6 aprile - Antonio Battistella, attore italiano (n. 1912)
- 6 aprile - Olivier Chevallier, pilota motociclistico francese (n. 1949)
- 6 aprile - Maria Michi, attrice italiana (n. 1921)
- 6 aprile - Frank Saker, canoista canadese (n. 1907)
- 7 aprile - Mariano Alessandroni, calciatore italiano (n. 1900)
- 7 aprile - Armando Miranda, calciatore brasiliano (n. 1939)
- 8 aprile - Varvàra Dolgorouki, scrittrice russa (n. 1885)
- 8 aprile - Teddy Kriegk, allenatore di pallacanestro francese (n. 1895)
- 8 aprile - Vincenzo Pinton, schermidore italiano (n. 1914)
- 8 aprile - Guido Puccio, giornalista, anglista e scrittore italiano (n. 1894)
- 9 aprile - Kathleen Burke, attrice statunitense (n. 1913)
- 10 aprile - Kay Medford, attrice statunitense (n. 1919)
- 10 aprile - Corrado Pavolini, regista, drammaturgo e critico letterario italiano (n. 1898)
- 11 aprile - Charles Borah, velocista statunitense (n. 1905)
- 11 aprile - Mario Ceconi di Montececon, scultore italiano (n. 1893)
- 11 aprile - Lidia Franchetti, artista russa (n. 1899)
- 11 aprile - Charlotte Henry, attrice statunitense (n. 1914)
- 12 aprile - Ruggero Bonomi, generale e aviatore italiano (n. 1898)
- 12 aprile - William R. Tolbert Jr., politico liberiano (n. 1913)
- 13 aprile - Josep Ester i Borras, anarchico spagnolo (n. 1913)
- 13 aprile - Michihiko Hachiya, scrittore e medico giapponese (n. 1903)
- 14 aprile - Tom Fadden, attore statunitense (n. 1895)
- 14 aprile - Armando Libianchi, attore e paroliere italiano (n. 1925)
- 14 aprile - Gianni Rodari, scrittore, pedagogista e giornalista italiano (n. 1920)
- 15 aprile - Angelo Ambrosini, aviatore, ingegnere aeronautico e imprenditore italiano (n. 1891)
- 15 aprile - Gerty Archimède, politica e avvocata francese (n. 1909)
- 15 aprile - Raymond Bailey, attore statunitense (n. 1904)
- 15 aprile - Amleto Fabiani, criminale italiano (n. 1947)
- 15 aprile - Paul Langton, attore statunitense (n. 1913)
- 15 aprile - Marshall Reed, attore statunitense (n. 1917)
- 15 aprile - Jean-Paul Sartre, filosofo, scrittore e drammaturgo francese (n. 1905)
- 16 aprile - Josef Schmitt, calciatore tedesco (n. 1908)
- 16 aprile - Alf Sjöberg, regista e attore svedese (n. 1903)
- 16 aprile - Morris Stoloff, compositore statunitense (n. 1898)
- 17 aprile - Anna Dengel, medico e missionaria austriaca (n. 1892)
- 17 aprile - Sergio Sagnotti, attore e stuntman italiano (n. 1927)
- 17 aprile - Serafino,  italiano (n. 1946)
- 17 aprile - Humberto Tozzi, calciatore brasiliano (n. 1934)
- 18 aprile - Antonio Caponigro, mafioso statunitense (n. 1912)
- 18 aprile - Igino Giordani, scrittore, giornalista e politico italiano (n. 1894)
- 18 aprile - Vasilij Gavrilovič Grabin, ingegnere militare sovietico (n. 1900)
- 19 aprile - Charles Seel, attore statunitense (n. 1897)
- 20 aprile - Katherine K. Davis, compositrice, paroliera e insegnante statunitense (n. 1892)
- 20 aprile - Helmut Käutner, regista tedesco (n. 1908)
- 20 aprile - Hilde Konetzni, soprano austriaco (n. 1905)
- 20 aprile - Félix Welkenhuysen, calciatore belga (n. 1908)
- 21 aprile - Stanisław Batavia, criminologo polacco (n. 1898)
- 21 aprile - Ľudovít Fulla, pittore, illustratore e scenografo slovacco (n. 1902)
- 21 aprile - Aleksandr Ivanovič Oparin, biochimico russo (n. 1894)
- 21 aprile - Sohrab Sepehri, poeta e pittore persiano (n. 1928)
- 22 aprile - Jane Froman, cantante e attrice statunitense (n. 1907)
- 22 aprile - Alfredo Gaudenzi, pittore, ceramista e giornalista italiano (n. 1908)
- 22 aprile - Decio Scuri, allenatore di pallacanestro e dirigente sportivo italiano (n. 1905)
- 22 aprile - Fritz Strassmann, chimico tedesco (n. 1902)
- 24 aprile - Alejo Carpentier, scrittore, giornalista e critico letterario cubano (n. 1904)
- 25 aprile - Giovanni Francia, matematico e fisico italiano (n. 1911)
- 25 aprile - Katia Pringsheim,  tedesca (n. 1883)
- 26 aprile - Cicely Courtneidge, attrice britannica (n. 1893)
- 27 aprile - Mario Bava, regista, direttore della fotografia e effettista italiano (n. 1914)
- 27 aprile - Angelo Cemmi, notaio e politico italiano (n. 1908)
- 27 aprile - Albino Principe, attore, sceneggiatore e regista italiano (n. 1905)
- 27 aprile - Gabi Rosendoren, calciatore israeliano (n. 1947)
- 27 aprile - Franco Tognini, ginnasta italiano (n. 1907)
- 27 aprile - Giacomo Tomasini, calciatore italiano (n. 1906)
- 28 aprile - Andrija Anković, calciatore croato (n. 1937)
- 28 aprile - Armando Massiglia, calciatore italiano (n. 1911)
- 28 aprile - Carlo Quattrucci, pittore, incisore e scultore italiano (n. 1932)
- 28 aprile - Vittore Ugo Righi, vescovo cattolico e diplomatico italiano (n. 1910)
- 29 aprile - Emilio Barsotti, presbitero, scrittore e partigiano italiano (n. 1890)
- 29 aprile - William Clemens, regista e montatore statunitense (n. 1905)
- 29 aprile - Alfred Hitchcock, regista e produttore cinematografico britannico (n. 1899)
- 29 aprile - Giovanni Host-Venturi, politico e storico italiano (n. 1892)
- 30 aprile - Mary McCarty, attrice e cantante statunitense (n. 1923)
- 30 aprile - Luis Muñoz Marín, poeta, giornalista e politico portoricano (n. 1898)